# Kasavand
 Kasavand (persiska: كَساوَند, كِساوَند, کساوند) är en ort i Iran. Den ligger i provinsen Hamadan, i den nordvästra delen av landet, 280 km sydväst om huvudstaden Teheran. Kasavand ligger 1 895 meter över havet och antalet invånare är 448.
Terrängen runt Kasavand är huvudsakligen kuperad. Kasavand ligger nere i en dal.Runt Kasavand är det ganska tätbefolkat, med 104 invånare per kvadratkilometer. Närmaste större samhälle är Gamasa, 13,8 km nordost om Kasavand. Trakten runt Kasavand består i huvudsak av gräsmarker.